# NGC 2289
NGC 2289 je galaksija u zviježđu Blizancima.

## Vanjske poveznice
- SEDS: NGC 2289